# Каули, Элизабет Джилл
Элизабет Джилл Каули (англ. Elizabeth Jill Cowley; р. 1940) — британский ботаник, работала в Королевских ботанических садах в Кью. Её научными интересами были исследования тропической флоры Восточной Африки и представителей рода Roscoea.

## Отдельные научные труды
- Cowley, E. J. (1988), Burmanniaceae, Flora of Tropical East Africa, Rotterdam: A. A. Balkema, ISBN 978-90-6191-340-5
- Cowley, E. J. (1989), Smilacaceae, Flora of Tropical East Africa, Rotterdam: A. A. Balkema, ISBN 978-90-6191-347-4
- Cowley, Jill (2007), The genus Roscoea, Royal Botanic Gardens, Kew, ISBN 978-1-84246-134-1
- Cowley, E. J. (1980), A new species of "Roscoea (Zingiberaceae)" from Nepal, Kew Bulletin, 34 (4): 811–812, doi:10.2307/4119072
- Cowley, E. J. (1982), A revision of "Roscoea (Zingiberaceae)", Kew Bulletin, 36 (4): 747–777, doi:10.2307/4117918, JSTOR 4117918
- Cowley, E. J. (1983), 173. Marantacées, in Bosser, J.; Cadet, T.; Gueho, J.; et al. (eds.), Flore des Mascareignes : la Réunion, Maurice, Rodrigues 171. Zingiberacées à 176. Bromeliacées, Mauritius: Sugar Industry Research Institute, etc., OCLC 9896555 {{citation}}: Неизвестный параметр |lastauthoramp= игнорируется (|name-list-style= предлагается) (справка)
- Cowley, Jill; Sparkle, Richard (1998), Plate 349. Roscoea tumjensis, Curtis's Botanical Magazine, 15 (4): 220–225, doi:10.1111/1467-8748.00176 {{citation}}: Неизвестный параметр |lastauthoramp= игнорируется (|name-list-style= предлагается) (справка)